# Sara Hørte
Sara Iren Lindbak Hørte (* 24. November 2000 in Oslo) ist eine norwegische Fußballspielerin.

## Karriere

### Verein
Sara Hørte spielte in ihrer Jugend bei KFUM Oslo und wurde dort im Jahr 2015 in die erste Mannschaft übernommen. Im Mai 2016 folgte ihr Wechsel zu Øvrevoll Hosle IL, wo sie gut drei Jahre aktiv war. Vor dem Start der Saison 2019 wechselte sie zu Kolbotn IL. Im August 2022 unterschrieb sie einen Vertrag bei Rosenborg Trondheim.

### Nationalmannschaft
Mit der U19 qualifizierte sie sich für die Europameisterschaft 2019.
Am 6. September 2022 gab sie ihr Debüt für die A-Nationalmannschaft. Beim 5:0-Sieg über Albanien während der Qualifikation für die Weltmeisterschaft 2023 wurde sie in der 62. Minute für Maren Mjelde eingewechselt und erzielte in der 71. Minute das Tor zum 5:0. Es folgten in den nächsten Monaten weitere Einsätze bei Freundschaftsspielen und Einladungsturnieren.
Am 19. Juni 2023 wurde sie für die WM-Endrunde nominiert, kam in einem der vier Spiele ihres Teams zu einem Kurzeinsatz und schied mit der Mannschaft im Achtelfinale gegen Japan aus.